# Roisan
 Roisan egy község Olaszországban, Valle d’Aosta régióban.

## Elhelyezkedése

Roisan község Valle d'Aosta térképén

A Roisannal szomszédos települések :Aosta, Doues, Gignod, Saint-Christophe és Valpelline. Aostától 8 km-re fekszik a Buthier folyó bal partján.